# Praciszki
Praciszki (biał. Працішкі, Praciszki; ros. Протишки, Protiszki) – chutor na Białorusi, w obwodzie grodzieńskim, w rejonie werenowskim, w sielsowiecie Podhorodno, tuż przy granicy z Litwą.
Dawniej zaścianek. W dwudziestoleciu międzywojennym leżały w Polsce, w województwie nowogródzkim, w powiecie lidzkim, w gminie Ejszyszki. Po II wojnie światowej w granicach Związku Radzieckiego. Od 1991 w niepodległej Białorusi.